# Ubungo (Distrikt)
Ubungo ist ein Distrikt der Region Daressalam in Tansania. Der Distrikt grenzt im Norden und im Osten an den Distrikt Kinondoni, im Süden an den Distrikt Ilala und im Westen an die Region Pwani.

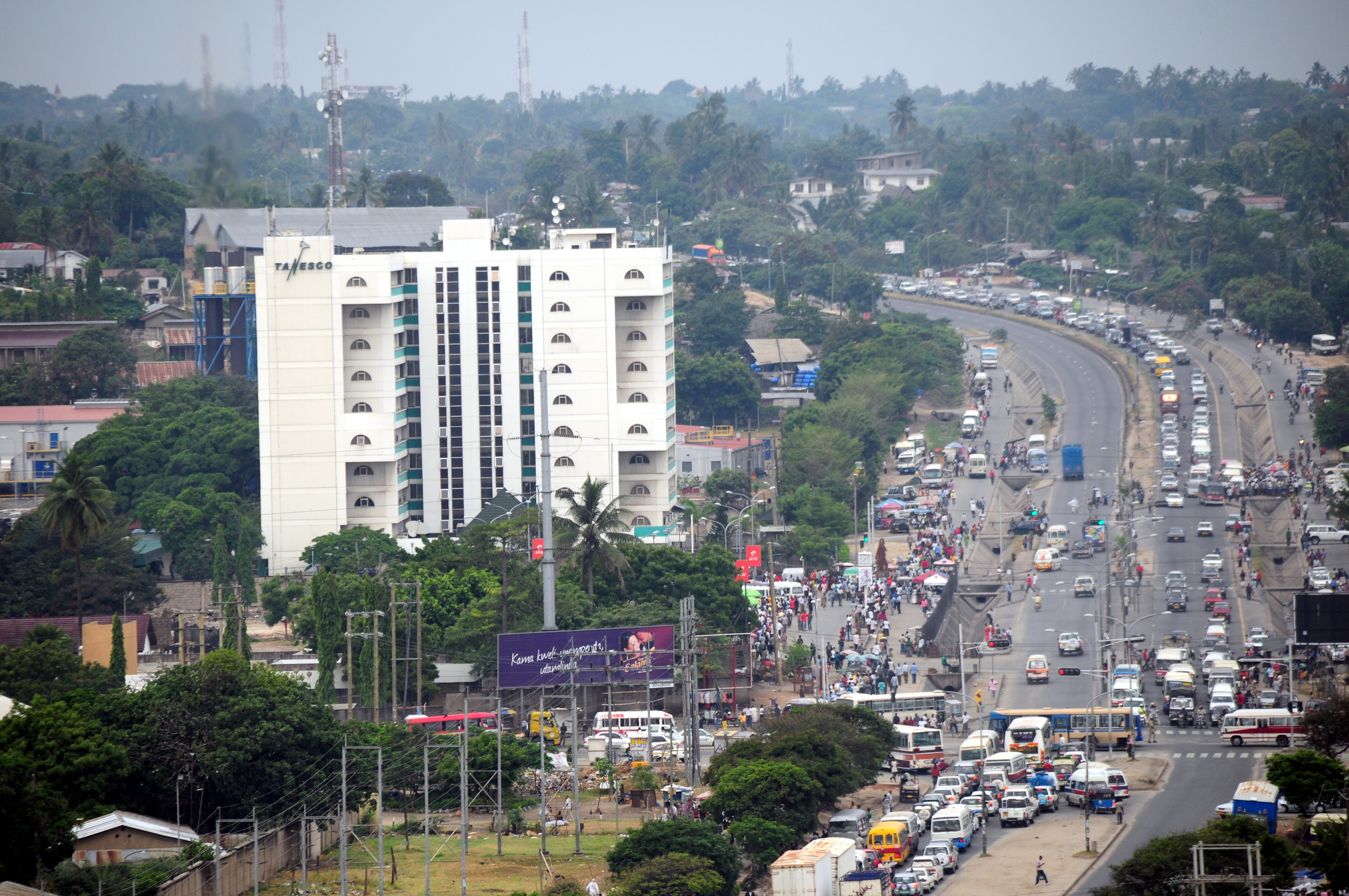
Stadtansicht von Ubungo

## Geographie
Ubungo hat eine Fläche von 260 Quadratkilometer und 1.086.912 Einwohner (Volkszählung 2022). Der Distrikt liegt nordwestlich des Stadtzentrums von Daressalam, etwa drei Kilometer von der Massani-Bucht entfernt an der Nationalstraße T1. Das Gebiet wird von kleinen Bächen durchzogen, die in den Indischen Ozean münden. Die Hügel dazwischen erreichen Höhen von rund hundert Meter über dem Meer.

## Geschichte
Der Distrikt wurde im Jahr 2016 vom Distrikt Kinondoni abgespalten. Seitdem haben zwei Distrikt-Kommissare den Distrikt Ubungo geleitet:
- Humphrey Polepole, 2016
- Kisare Matiku Makori, 2016 bis heute (Stand 2020)

## Verwaltungsgliederung
Ubungo besteht aus 14 Bezirke (Wards):

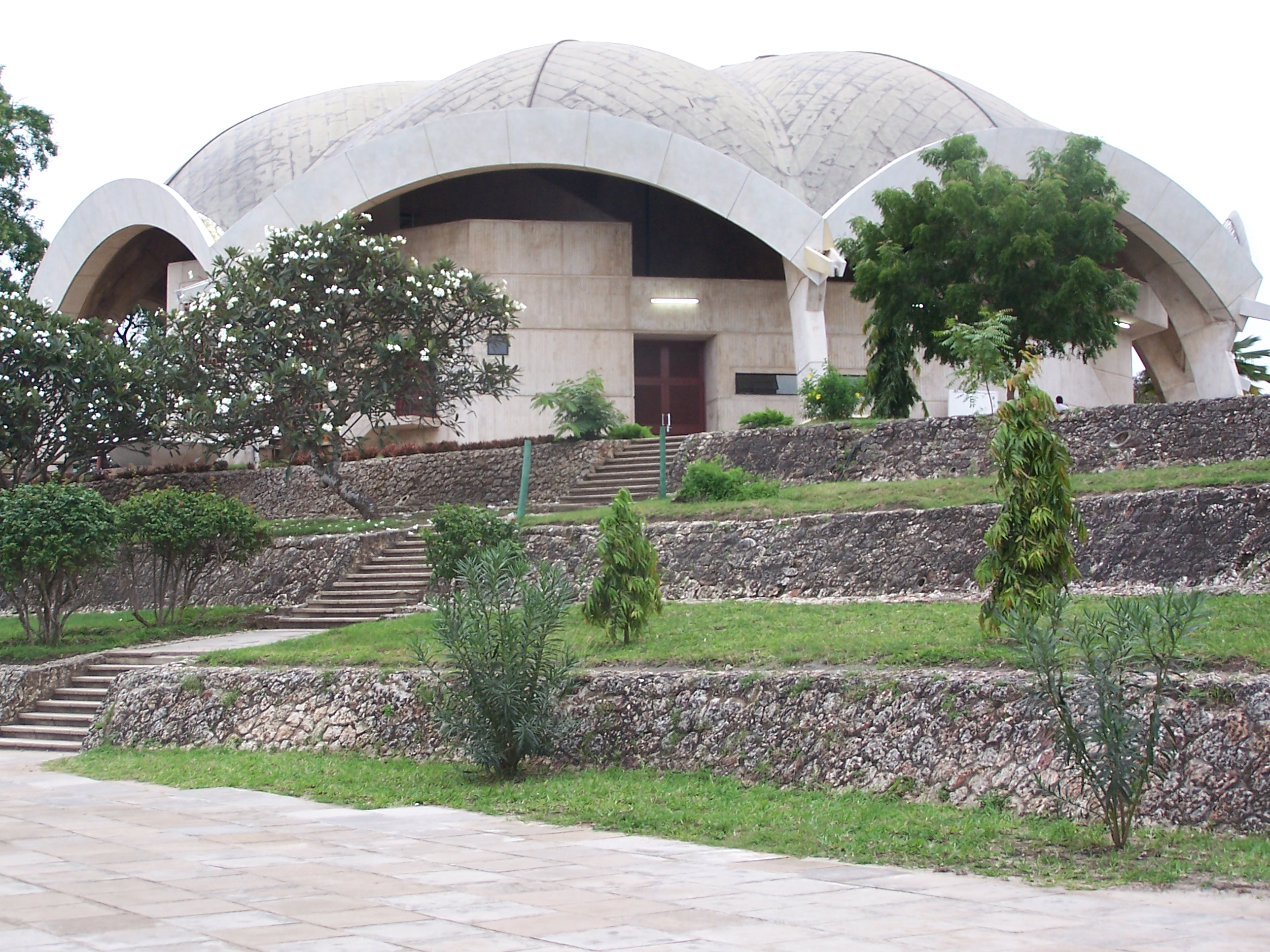
University of Dar es Salaam

| Bezirk    | Einwohner 2012 | Einwohner 2016 | Einwohner 2022 |
| --------- | -------------- | -------------- | -------------- |
| Mburahati | 34.123         | 41.630         | 26.215         |
| Sinza     | 40.546         | 49.466         | 31.396         |
| Makuburi  | 57.408         | 70.038         | 50.866         |
| Mabibo    | 85.735         | 104.597        | 74.887         |
| Manzese   | 70.507         | 86.019         | 62.251         |
| Ubungo    | 56.015         | 68.338         | 44.340         |
| Makurumla | 63.352         | 77.289         | 50.677         |
| Mbezi     | 73.414         | 89.565         | 143.803        |
| Msigani   | 55.111         | 67.235         | 82.968         |
| Kimara    | 76.577         | 93.424         | 96.995         |
| Saranga   | 104.127        | 127.035        | 145.274        |
| Goba      | 42.669         | 52.056         | 140.572        |
| Kibamba   | 28.885         | 35.240         | 43.191         |
| Kwembe    | 56.899         | 69.417         | 93.457         |
| Gesamt    | 845.368        | 1.031.349      | 1.086.912      |

## Einrichtungen und Dienstleistungen
- Bildung: Im Distrikt gibt es 64 öffentliche und 70 private Grundschulen sowie 28 öffentliche und 41 private weiterführende Schulen.[8] In Ubungo befinden sich drei Universitäten, die University of Dar es Salaam, die Ardhi University und die St. Joseph University, sowie die EASTC, das staatliche Institut für Hochschulbildung.[9]
- Gesundheit: In Ubungo stehen fünf Krankenhäuser, wovon eines staatlich und vier privat betrieben werden. Außerdem gibt es sechs Gesundheitszentren (alle privat) und 57 Apotheken (41 privat).[10]
- Wasser: Rund zwei Drittel der Bevölkerung haben direkten Zugang zu sauberem Wasser.[11]
- Abfallwirtschaft: Täglich fallen über 800 Tonnen Abfall an, rund achtzig Prozent kommt aus den Haushalten (Stand 2016/17).[12]

## Wirtschaft und Infrastruktur
- Gewerbe und Industrie: Kleine Gewerbebetriebe sind über den ganzen Distrikt verteilt, Großindustrien befinden sich in den Industriegebieten von Ubungo, Mabibo und Makuburi.[13]
- Landwirtschaft: Trotz des urbanen Charakters werden auf 175 Hektar jährlich 1000 Tonnen Lebensmittel geerntet, hauptsächlich Gemüse, Mais, Maniok, Süßkartoffeln und Obst.[14]
- Handel: Im Distrikt gibt es zwölf Märkte mit über 8000 Händlern.[15]
- Fischerei: Im Distrikt liegen 80 Fischteiche.[16]
- Im Ubungo District befinden sich das Shekilango Terminal und das Magufuli Bus Terminal sowie das nicht mehr im Fernbusverkehr bediente Ubungo Terminal.
- Straßen: Von den fast 400 Straßenkilometern sind 23 Kilometer asphaltiert, 250 geschottert und 120 Kilometer sind Naturstraßen.[9]

## Politik
Ubungo besteht aus den zwei Wahlkreisen Ubungo und Kibamba. Das Leitungsgremium ist der Stadtrat, der aus vierzehn gewählten Mitgliedern besteht.